# Wereldkampioenschap voetbal 2018 (kwartfinale) Uruguay - Frankrijk
Dit artikel gaat over de wedstrijd in de achtste finales tussen Uruguay en Frankrijk die gespeeld werd op vrijdag 6 juli 2018 tijdens het wereldkampioenschap voetbal 2018. Het duel was de zevenenvijftigste wedstrijd van het toernooi.

## Voorafgaand aan de wedstrijd
- Uruguay stond bij aanvang van het toernooi op de veertiende plaats van de FIFA-wereldranglijst.[1]
- Frankrijk stond bij aanvang van het toernooi op de zevende plaats van de FIFA-wereldranglijst.[2]
- Deze confrontatie tussen de nationale elftallen van Uruguay en Frankrijk was de negende in de historie.[3]
- Het duel vond plaats in het Stadion Nizjni Novgorod in Nizjni Novgorod. Dit stadion werd in 2005 geopend en kan 44.899 toeschouwers herbergen.

## Wedstrijdgegevens[4]
| Datum                | 6 juli 2018                                                                                        | 6 juli 2018                                                                                        |
| Wedstrijdnummer      | 57                                                                                                 | 57                                                                                                 |
| Stadion              | Stadion Nizjni Novgorod, Nizjni Novgorod                                                           | Stadion Nizjni Novgorod, Nizjni Novgorod                                                           |
| Toeschouwers         | 43.319                                                                                             | 43.319                                                                                             |
| Scheidsrechter       | Néstor Pitana                                                                                      | Néstor Pitana                                                                                      |
| Assistenten          | Hernán Maidana Juan Pablo Belatti                                                                  | Hernán Maidana Juan Pablo Belatti                                                                  |
| Vierde official      | Alireza Faghani                                                                                    | Alireza Faghani                                                                                    |
| Videoscheidsrechters | Massimiliano Irrati Carlos Astroza (assistent) Mauro Vigliano (assistent) Paolo Valeri (assistent) | Massimiliano Irrati Carlos Astroza (assistent) Mauro Vigliano (assistent) Paolo Valeri (assistent) |
| Man van de wedstrijd | Antoine Griezmann                                                                                  | Antoine Griezmann                                                                                  |
|                      | Uruguay                                                                                            | Frankrijk                                                                                          |
| Doelpunten           | 0                                                                                                  | 2                                                                                                  |
| Gele kaarten         | 2                                                                                                  | 2                                                                                                  |
| Rode kaarten         | 0                                                                                                  | 0                                                                                                  |
| Wissels              | 3                                                                                                  | 3                                                                                                  |
| Schoten op doel      | 4                                                                                                  | 2                                                                                                  |
| Schoten naast doel   | 6                                                                                                  | 7                                                                                                  |
| Overtredingen        | 17                                                                                                 | 15                                                                                                 |
| Hoekschoppen         | 4                                                                                                  | 3                                                                                                  |
| Buitenspel           | 0                                                                                                  | 0                                                                                                  |
| Balbezit (%)         | 42                                                                                                 | 58                                                                                                 |

| Uruguay | 0 – 2           | Frankrijk |
| | goals (assists) | 40' Raphaël Varane (Antoine Griezmann) 61' Antoine Griezmann |
| Oscar Tabárez | bondscoach      | Didier Deschamps |
| Fernando Muslera Martín Cáceres José María Giménez Diego Godín Diego Laxalt Nahitan Nández 73' Lucas Torreira Matías Vecino Rodrigo Bentancur 59' Luis Suárez Cristhian Stuani 59' | opstellingen    | Hugo Lloris Benjamin Pavard Raphaël Varane Samuel Umtiti Lucas Hernández N'Golo Kanté Paul Pogba 88' Kylian Mbappé 90+3' Antoine Griezmann 80' Corentin Tolisso Olivier Giroud |
| Maximiliano Gómez 59' Cristian Rodríguez 59' Jonathan Urretaviscaya 73' | wissels         | 80' Steven Nzonzi 88' Ousmane Dembélé 90+3' Nabil Fekir |
| Rodrigo Bentancur 38' Cristian Rodríguez 59' | gele kaarten    | 33' Lucas Hernández 69' Kylian Mbappé |
| | rode kaarten    | |